# Live (AC/DC)
Live è un album live degli AC/DC, pubblicato nel 1992 dalla Atco.

## Il disco
Secondo album dal vivo a distanza di 14 anni dal precedente If You Want Blood (You've Got It), le registrazioni provengono dal The Razors Edge tour che ha toccato 121 paesi per un totale di 153 date.
Questo disco vendette 5.000.000 di copie. Questo live album è stato pubblicato in formato musicassetta, CD, doppio CD e vinile.

## Tracce
1. Thunderstruck
2. Shoot to Thrill
3. Back in Black
4. Who Made Who
5. Heatseeker
6. The Jack
7. Moneytalks
8. Hells Bells
9. Dirty Deeds Done Dirt Cheap
10. Whole Lotta Rosie
11. You Shook Me All Night Long
12. Highway to Hell
13. T.N.T.
14. For Those About to Rock (We Salute You)

## Collector's Edition
1. Thunderstruck (A. Young, M. Young) - 6:34
2. Shoot to Thrill (A. Young, M. Young & Johnson) - 5:23
3. Back in Black (A. Young, M. Young & Johnson) - 4:28
4. Sin City (A. Young, M. Young & Scott) - 5:40
5. Who Made Who (A. Young, M. Young & Johnson) - 5:16
6. Heatseeker (A. Young, M. Young & Johnson) - 3:37
7. Fire Your Guns (A. Young, M. Young) - 3:40
8. Jailbreak (A. Young, M. Young & Scott) - 14:43
9. The Jack (A. Young, M. Young & Scott) - 6:56
10. The Razors Edge (A. Young, M. Young) - 4:35
11. Dirty Deeds Done Dirt Cheap (A. Young, M. Young & Scott) - 5:02
12. Moneytalks (A. Young, M. Young) - 4:21
13. Hells Bells (A. Young, M. Young & Johnson) - 6:01
14. Are You Ready (A. Young, M. Young) - 4:34
15. That's the Way I Wanna Rock n Roll (A. Young, M. Young & Johnson) - 3:57
16. High Voltage (A. Young, M. Young & Scott) - 10:32
17. You Shook Me all Night Long (A. Young, M. Young & Johnson) - 3:54
18. Whole Lotta Rosie (A. Young, M. Young & Scott) - 4:30
19. Let There Be Rock (A. Young, M. Young & Scott) - 12:17
20. Bonny - 1:03
21. Highway to Hell (A. Young, M. Young & Scott) - 3:53
22. T.N.T. (A. Young, M. Young & Scott) - 3:48
23. For Those About to Rock (We Salute You) (A. Young, M. Young & Johnson) - 7:09

## Formazione
- Angus Young - chitarra solista
- Brian Johnson - voce solista
- Malcolm Young - chitarra ritmica e voce
- Cliff Williams - basso e voce
- Chris Slade - batteria

## Classifiche
| Classifica (2021) | Posizione massima |
| ----------------- | ----------------- |
| Grecia            | 35                |